# Rohrbach (Vilskanal)
Der Rohrbach  ist ein kleiner, jedoch perennierender Bach in der Gemeinde Eichendorf. Er entspringt in einem kleinen Waldgebiet, welches ungefähr 500 Meter nordwestlich von der Ortschaft Heimhart liegt. Der Bach wird von etlichen kleinen und namenlosen Seitenästen gespeist. Der größte Zufluss ist der Fixlreiter Bach, der im Ortsgebiet von Rohrbach mündet. Nach einer Gesamtlänge von 4,88 km und einem Einzugsgebiet von 5,30 km² mündet das Gewässer gegenüber der 
Gemeinde Eichendorf in den Vilskanal.